# Inscripció bilingüe d'Idàlion
La Inscripció Bilingüe d'Idàlion és una inscripció bilingüe xipriota-fenícia que van trobar al 1869 a Idàlion, Xipre. Fou la clau per poder desxifrar el sil·labari xipriota, com la Pedra de Rosetta per als jeroglífics egipcis. El descobriment de la inscripció l'anuncià per primera vegada Paul Schröder al maig del 1872. Està datada del 388 abans de la nostra era. El text fenici es coneix amb els codis KAI 38 i CIS I 89.
La inscripció la va descobrir Robert Hamilton Lang en les seues excavacions al Temple d'Idàlion (actual Dali), el treball del qual s'inspirà en el descobriment de la Tauleta d'Idàlion el 1850. La pedra es va trobar al bell mig del temple, juntament amb les altres cinc inscripcions del Temple d'Idàlion. Sembla que la pedra era un pedestal per a una estàtua, ja que n'hi ha un forat per a una clavilla a la part superior.

Lang va escriure sobre el descobriment:
El monument més valuós descobert en les meues excavacions és, sense dubte, la inscripció bilingüe en xipriota i fenici, gravada en marbre; una inscripció que, estic segur, serà en darrera instància el mitjà que permetrà als filòlegs desxifrar l'alfabet xipriota ... La inscripció bilingüe demostra també que els dos alfabets, el fenici i el xipriota, tingueren una existència contemporània.
Actualment es troba encara en els arxius del Museu Britànic, amb núm. d'identificació BM 125320.(4) Es va mostrar al públic al Museu Fitzwilliam de Cambridge al 2018.

## Inscripció

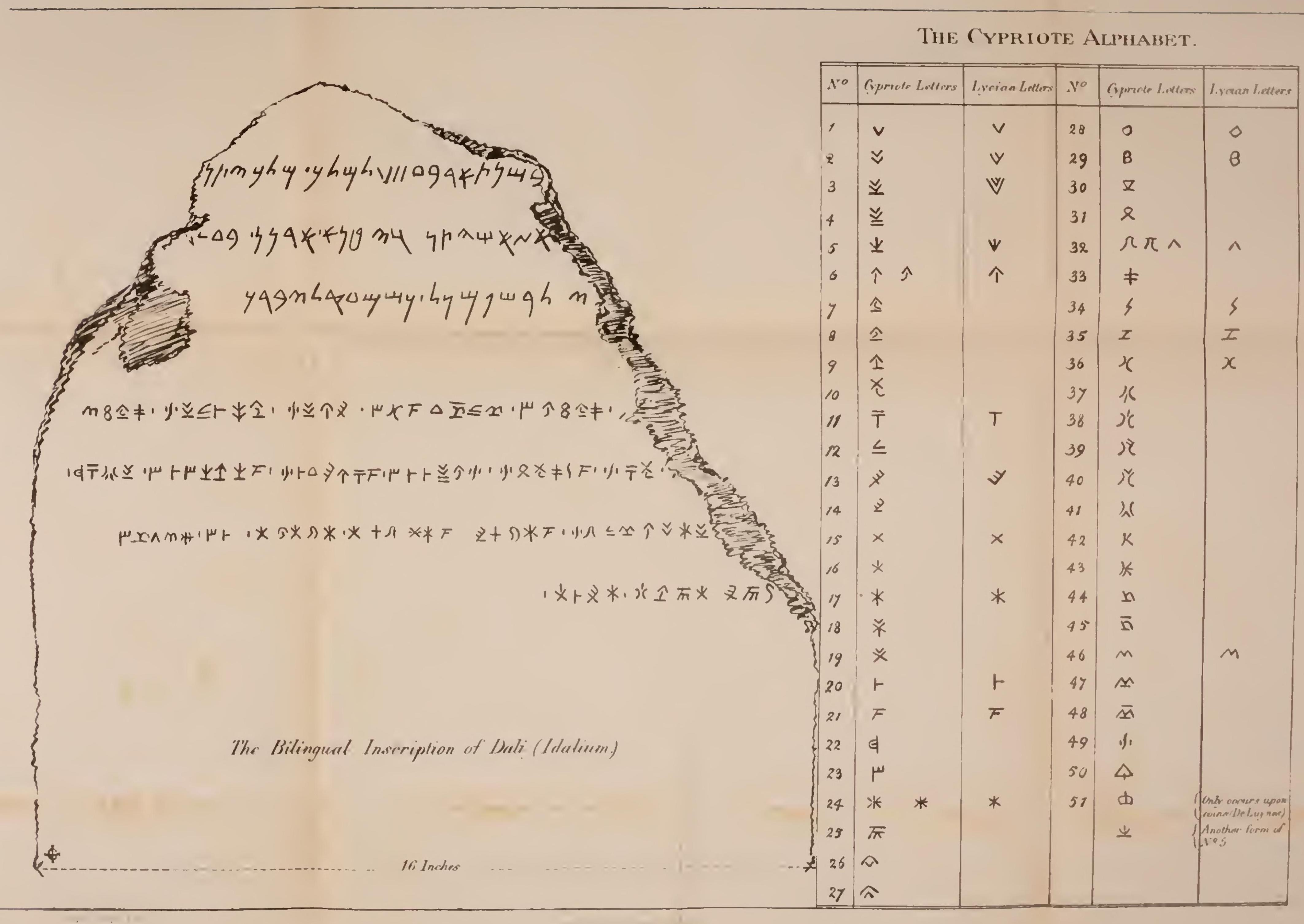
Calc del desxiframent del sil·labari xipriota per George Smith, que el compara amb l'alfabet lici

### Fenici
La inscripció fenícia consta de tres línies i es llig de dreta a esquerra.
[𐤁𐤉𐤌𐤌 ? 𐤋𐤉𐤓𐤌𐤇 ?] 𐤁𐤔𐤍𐤕 𐤀𐤓𐤁𐤏 𐤖𐤖𐤖𐤖 𐤋𐤌𐤋𐤊 · 𐤌𐤋𐤊𐤉𐤕𐤍 [𐤌𐤋𐤊]
[bymm ? lyrmḥ ?] bšnt ʾrbʿ 4 lmlk · mlkytn [mlk]
[En el dia ? del mes ?] l'any quart (4) del rei Milkyaton, [rei de]
[𐤊𐤕𐤉 𐤅𐤀𐤃𐤉𐤋 𐤎𐤌𐤋] 𐤀𐤆 𐤀𐤔 𐤉𐤕𐤍 𐤅𐤉𐤈𐤍 · 𐤀𐤃𐤍 · 𐤁𐤏𐤋𐤓[𐤌]
[kty wʾdyl sml] ʾz ʾš ytn wyṭn · ʾdn · bʿlr[m]
[Kition i Idàlion: aquesta és] l'estàtua que fou donada i erigida pel senyor Baalro[m,]
[𐤁𐤍 𐤏𐤁𐤃𐤌𐤋𐤊 𐤋𐤀𐤋]𐤉 𐤋𐤓𐤔𐤐 𐤌𐤊𐤋 · 𐤊 𐤔𐤌 𐤒𐤋 𐤉𐤁𐤓𐤊
[bn ʿbdmlk lʾl]y lršp mkl · k šm ql ybrk
[fill d'Abdimilk, al seu dé]u Reshep Mikal, perquè escoltà la seua veu: que siga beneït.(2)

### Xipriota
La inscripció xipriota està escrita en grec. Consta de quatre línies i es llig de dreta a esquerra. La va utilitzar George Smith per a desxifrar el sil·labari xipriota al 1871. Data del 388 abans de la nostra era. Més tard, l'egiptòleg Samuel Birch (1872), el numismàtic Johannes Brandis (1873), els filòlegs Moritz Schmidt, Wilhelm Deecke, Justus Siegismund (1874) i el dialectòleg H. L. Ahrens (1876) es basaren en el desxiframent fet per Smith.
] ' 𐠞𐠪𐠐𐠵𐠩 ' 𐠖𐠑𐠌𐠅𐠰𐠜𐠩 ' 𐠋𐠯𐠃𐠚 ' 𐠊𐠁𐠭𐠑𐠃𐠚 ' 𐠞𐠪𐠐𐠄
] ' pa-si-le-wo-se ' mi-li-ki-ja-to-no-se ' ke-ti-o-ne ' ka-e-ta-li-o-ne ' pa-si-le-u
[En el quart any] del rei Milkyaton, regnant sobre Kítion i Idàlion,
]𐠕𐠙𐠚 ' 𐠰𐠟𐠞𐠕𐠦𐠚 ' 𐠚𐠵𐠫𐠭𐠭𐠩 ' 𐠰𐠙𐠯𐠥𐠅𐠭𐠚 ' 𐠰𐠮𐠊𐠮𐠩𐠭𐠩 ' 𐠃𐠲𐠙𐠸
]-me-na-ne ' to-pe-pa-me-ro-ne ' ne-wo-so-ta-ta-se ' to-na-ti-ri-ja-ta-ne ' to-te-ka-te-se-ta-se ' o-wa-na-kse
[en el darrer (dia)] del període de cinc dies intercalats, el príncep
]𐠃𐠀𐠠𐠯𐠖𐠑𐠍𐠚 ' 𐠰𐠀𐠡𐠒𐠛 ' 𐠰𐠀𐠘𐠍𐠒𐠂 ' 𐠀𐠡𐠂𐠵𐠂 ' 𐠭𐠩 ' 𐠁𐠄𐠍𐠏𐠩
]-o-a-pi-ti-mi-li-ko-ne ' to-a-po-lo-ni ' to-a-mu-ko-lo-i ' a-po-i-wo-i ' ta-se ' e-o-ko-la-se
[Baalrom, fill d]'Abdimilk, dedicat aquesta estatueta a Apollo Amyklos, qui ha complert el seu desig.
[𐠁]𐠟𐠱𐠋 ' 𐠂𐠱𐠊𐠂 ' 𐠀𐠊𐠭𐠂 '
[e]-pe-lu-ke ' i-tu-ka-i ' a-ka-ta-i '
[A l]a bona fortuna.(2)